# Prosaptia burbidgei
Prosaptia burbidgei är en stensöteväxtart som först beskrevs av Bak., och fick sitt nu gällande namn av Barbara S. Parris. Prosaptia burbidgei ingår i släktet Prosaptia och familjen Polypodiaceae. Inga underarter finns listade.